# Jacarezinho (Paraná)
Pour les articles homonymes, voir Jacarezinho (homonymie).
Jacarezinho est une municipalité brésilienne située dans l’État de Paraná et dans la région métropolitaine du Sud. Elle appartient à la mésorégion du Nord-Pionnier-du-Paraná et à la microrégion éponyme.

### Source
- (pt) Cet article est partiellement ou en totalité issu de l’article de Wikipédia en portugais intitulé « Jacarezinho » (voir la liste des auteurs).